# Konstantin Wiktorowitsch Bogdanowski
Konstantin Wiktorowitsch Bogdanowski (russisch Константин Викторович Богдановский; * 9. Mai 1983 in Leningrad, Russische SFSR) ist ein russischer Eishockeyspieler, der seit 2012 bei Toros Neftekamsk in der Wysschaja Hockey-Liga unter Vertrag steht.      

## Karriere
Konstantin Bogdanowski begann seine Karriere als Eishockeyspieler in seiner Heimatstadt in der Nachwuchsabteilung des SKA Sankt Petersburg, für dessen Profimannschaft er von 2000 bis 2002 in der Superliga, der höchsten russischen Spielklasse, aktiv war. Anschließend spielte er je ein Jahr lang für den HK Spartak Sankt Petersburg aus der zweitklassigen Wysschaja Liga, erneut den SKA Sankt Petersburg in der Superliga und in der Saison 2004/05 wiederum für den HK Spartak Sankt Petersburg in der Wysschaja Liga. Von 2005 bis 2007 lief der Center für den HK Dinamo Minsk in der belarussischen Extraliga auf. Zu Beginn der Saison 2007/08 erhielt er einen Vertrag beim russischen Zweitligisten HK Dmitrow, bei dem er jedoch zunächst ohne Einsatz blieb, weshalb er die Spielzeit beim HK Homel in Belarus beendete. 
Zur Saison 2008/09 wurde Bogdanowski erneut vom HK Dmitrow aus der Wysschaja Liga verpflichtet, bei dem er sich im zweiten Anlauf einen Stammplatz erspielen konnte. Die folgende Spielzeit verbrachte er beim Ligarivalen Toros Neftekamsk. Zur Saison 2010/11 schloss sich der Russe dem HK Sibir Nowosibirsk aus der Kontinentalen Hockey-Liga an. Für diesen erzielte er in seinem ersten KHL-Jahr vier Tore in insgesamt 40 Spielen.

## KHL-Statistik
(Stand: Ende der Saison 2010/11)